# HLB. E21
Die Lokomotive E21 der Hohenzollerischen Landesbahn-Aktiengesellschaft (HLB) war eine Dampflokomotive für den schweren Nebenbahnbetrieb. Die Lokomotive wurde von der Maschinenfabrik Esslingen 1914 mit der Fabriknummer 3735 ausgeliefert. Sie war die schwerste und größte Lokomotive der Gesellschaft.
Die Lokomotive wurde von 1914 bis 1962 eingesetzt und wurde nach der Abstellung im gleichen Jahr verschrottet.

## Geschichte
Drei Jahre nach der Lieferung der Lokomotiven 11 und 12 der Württembergischen Nebenbahnen erhielt auch die Hohenzollerische Landesbahn mit dieser Lokomotive einen Giganten unter den Lokkonstruktionen von der Maschinenfabrik Esslingen. Im Unterschied zu den Lokomotiven der Württembergischen Nebenbahnen wurde diese Lokomotive zur Erhöhung der Wirtschaftlichkeit mit einem Kleinrohrüberhitzer ausgestattet.
Aufgabe der Lokomotive war vor allem das Befördern von Güterzügen auf der mit 28 ‰ stärksten Steigung der Bahnstrecke Hechingen–Gammertingen bei Killer. Auf dieser Strecke mussten die Güterzüge bis zu diesem Zeitpunkt stets geteilt werden. Außerdem wurde sie auf anderen Strecken der HLB eingesetzt, wo sie mit ihrer relativ geringer Achslast, dem guten Bogenlauf und der Möglichkeit des schnellen Richtungswechsels gute Ergebnisse zielte.
Die Lokomotive hatte sich bewährt, was sich in ihrer langen Einsatzdauer bis Anfang der 1960er Jahre verdeutlicht. 1923 bekam sie Verstärkung durch die WN 12II. Nach deren Umbau auf Heißdampf besaß die HLB nun zwei E-Tenderlokomotiven. Die Lokomotiven erwiesen sich nur für schwere Dienste als die ideale Bespannung. Für leichtere Züge bzw. bei weniger anspruchsvollem Streckenprofil wurden kleinere Lokomotiven eingesetzt.  Die Lokomotive war viele Jahre in Haigerloch im Einsatz und fuhr dort auf der Bahnstrecke Eyach–Hechingen.

## Technik
Bis auf den Heißdampf ist die Lokomotive nach denselben Konstruktionsrichtlinien aufgebaut wie die Württembergische Nebenbahnen  11 und 12.
Das Laufwerk mit der langen Treibstange und langen Kolbenstange wurde später bei der Württembergischen Tn übernommen. Die HLB 21 besaß durch den Kleinrohrüberhitzer bedingt eine sehr große Überhitzerheizfläche von 56 m². Um 1913 war die Lokomotive mit der Ausführung eines Großrohrüberhitzers und mit Dampf- sowie Sanddom ohne Verkleidung als Projektvariante erschienen. Der Zylinderdurchmesser wurde gegenüber den Lokomotiven 11 und 12 der Württembergischen Nebenbahnen geringfügig auf 500 mm erhöht.